# E. Pauline Johnson

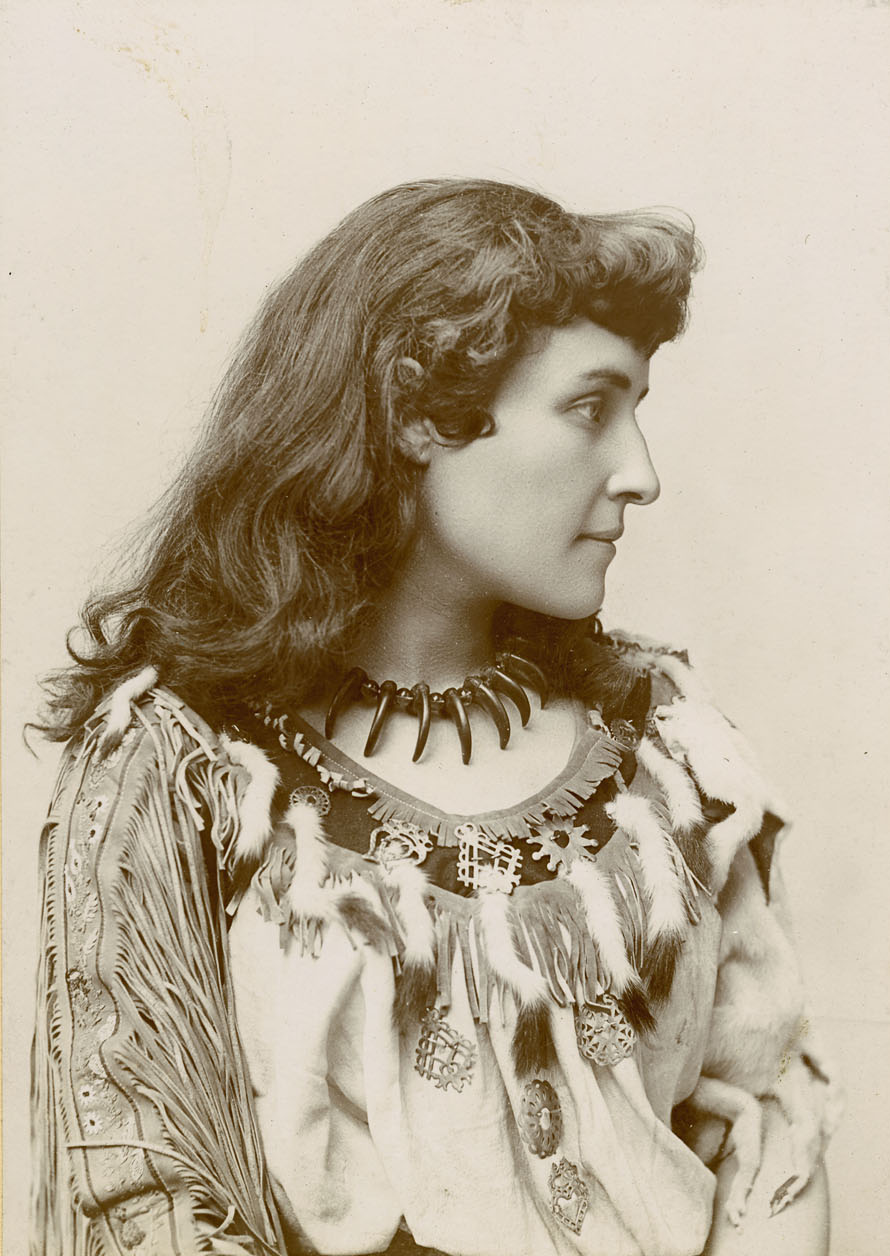
Pauline Johnson um 1895

Emily Pauline Johnson (Tekahionwake; * 10. März 1861 im Indianerreservat Six Nations of the Grand River; † 7. März 1913 in Vancouver) war eine kanadische Lyrikerin und Schriftstellerin.

## Biografie
Johnson war die jüngste Tochter des Mohawk-Häuptlings George Henry Martin Johnson (Onwanonsyshon) und der Engländerin Emily Susanna Howells. Um ihre Abstammung zu betonen, übernahm sie später den indianischen Namen ihres Urgroßvaters George Jacob Johnson, Tekahionwake. Ihre schulische Ausbildung war eher bescheiden: nach dem Besuch einer indianischen Tagesschule ging sie zwei Jahre in die Brantford Central School und kehrte 1877 in ihr Elternhaus zurück. Sie interessierte sich für englische Literatur und las die Werke von Elizabeth Barrett Browning, Walter Scott, Lord Byron, Alfred Tennyson und Henry Wadsworth Longfellow.
Nach dem Tod des Vaters zog die Familie an Brantford, und Pauline Johnson schrieb und veröffentlichte in dieser Zeit ihre ersten Gedichte. Sie korrespondierte mit dem Lyriker Charles G. D. Roberts, und William Douw Lighthall nahm 1889 zwei ihrer Gedichte in die Anthologie Songs of the great dominion auf. 1892 lud sie Frank Yeigh zu einer Lesung im Young Men’s Liberal Club in Toronto ein. Diese war so erfolgreich, dass zwischen Oktober 1892 und März 1893 125 Auftritte in 50 Städten Ontarios folgten. Berühmt wurden dabei ihre Gedichte The song my paddle sings und Ojistoh.
Als Interpretin ihrer Gedichte tourte Johnson die nächsten siebzehn Jahre durch Kanada und die USA. Sie wurde dabei von 1892 bis 1897 von Owen Alexander Smily und von 1901 bis 1909 von J. Walter McRaye begleitet. 1894 absolvierte sie eine Reihe von Auftritten in London und bereitete die Veröffentlichung ihres ersten Gedichtbandes The white wampum vor, der 1895 erschien. Ihre zweite Gedichtsammlung Canadian born erschien 1903 in Toronto.
Bei einem Londonaufenthalt 1903 lernte sie den Squamish-Häuptling Joseph Capilano (Su–á-pu-luck) kennen, dessen Erzählungen sie später in den Legends of Vancouver (1911) verarbeitete. Bis zum Jahr 1909 setzte sie ihre Rezitationstourneen fort, dann zog sie sich, an Krebs erkrankt, nach Vancouver zurück und trat nur noch gelegentlich auf, wenn es ihr Gesundheitszustand erlaubte. Kurz vor ihrem Tod beendete sie die Arbeit an der Gedichtsammlung Flint and feather (1912). Posthum erschienen 1913 zwei Bände mit Kurzgeschichten: The Shagganappi und The Moccasin Maker.

## Nachwirkung
Die kanadische Regierung, vertreten durch den für das Historic Sites and Monuments Board of Canada zuständigen Minister, ehrte  Johnson am 16. Mai 1945 für ihr Wirken und erklärte sie zu einer „Person von nationaler historischer Bedeutung“.

## Bibliografie (Auswahl)

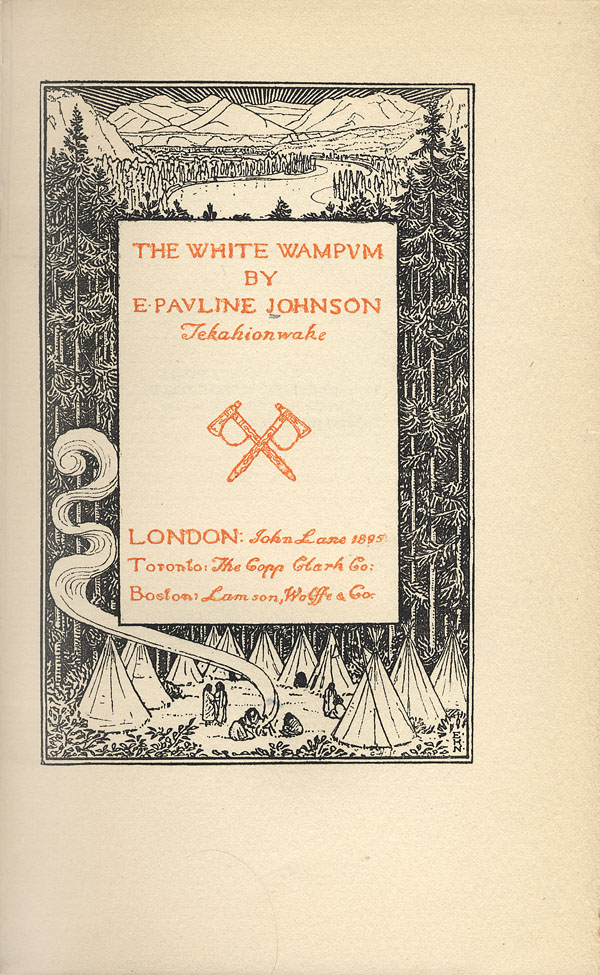
Titelseite von The White Wampum (1895)

- The White Wampum. Copp Clark, Toronto 1895 (Digitalisat).
- In the Shadows. Adirondack, Gouverneur (New York) 1898 (Digitalisat).
- Canadian Born. Morang, Toronto 1903 (Digitalisat)
- When George Was King and Other Poems. Brockville Times, Brockville 1908 (Digitalisat)
- Legends of Vancouver. Erzählungen, nacherzählt nach mündlichen Berichten. 1911.[2]
- Flint and Feather. Musson, Toronto 1912 (Digitalisat).